# Myophthiria fijiarum
Myophthiria fijiarum är en tvåvingeart som beskrevs av Maa 1980. Myophthiria fijiarum ingår i släktet Myophthiria och familjen lusflugor.
Artens utbredningsområde är Fiji. Inga underarter finns listade i Catalogue of Life.